# Миргородський провулок (Київ)
Ми́ргородський прову́лок — зниклий провулок Києва, що існував у Подільському районі Києва, місцевість Вітряні гори. Пролягав від Зустрічної вулиці.

## Історія
Провулок виник у 1-й половині XX століття під назвою 185-а Нова вулиця. Назву Миргородський (на честь міста Миргород) провулок набув 1953 року. 
Ліквідований у зв'язку зі зміною забудови 1978 року.